# Les Pineaux

Les Pineaux este o comună în departamentul Vendée, Franța. În 2009 avea o populație de 573 de locuitori.